# Hamburger Ruderinnen-Club von 1925
Koordinaten: 53° 35′ 6,9″ N, 9° 59′ 35,2″ O
Der Hamburger Ruderinnen-Club von 1925 e. V. (HRC) ist Hamburgs einziger Frauenruderverein und bundesweit einer von vier sogenannten selbstständigen Frauenrudervereinen. Er hat etwa 270 aktive Mitglieder. Das Bootshaus des Vereins liegt an der Isebek in Eppendorf. Die Clubfarben des Clubs sind dunkelblau und weiß. Die Clubzeitung trägt den Namen „Hamburger Deern“.
Der Verein pflegt den Breitensport, das Wanderrudern sowie den Ruder-Leistungssport. Ruderinnen des Clubs nehmen regelmäßig an bundesweiten und internationalen Regatten teil.

## Geschichte
Da 1925 den Frauen die Mitgliedschaft in den Hamburger Rudervereinen verwehrt war, gründeten Sophie Barrelet, Toni Brandt und Martha Marcus eine Damen-Ruderriege beim Allgemeinen Alster-Club (AAC). Innerhalb von drei Jahren wuchs die Riege auf 241 Ruderinnen an. Infolge wurde 1929 die eigenständige „Hamburger Frauen-Rudervereinigung“ gegründet, die 1937 ihren heutigen Namen erhielt. Bis 2019 nahm der Club keine Männer auf. Dann musste die Satzung geändert werden, nachdem 2018 das zuständige Finanzamt beabsichtigte, dem Verein, analog zu den bisher ausschließlich Männern vorbehaltenen Vereinen, die Gemeinnützigkeit zu entziehen. Im Frühjahr 2019 wurde folgende Lösung gefunden: Da weder Platz noch finanzielle Mittel einen adäquaten Anbau dafür notwendiger sanitärer Anlagen erlaubten, müssen Männer seither zwar aufgenommen, dürfen aber gleichzeitig vom Rudern ausgeschlossen werden.

## Teilnahme des Clubs beim Deutschen Meisterschaftsrudern
| Jahr | Ort      | Bootsklasse                  | Platz             |
| ---- | -------- | ---------------------------- | ----------------- |
| 1960 | Duisburg | Stilrudern: Doppelvierer-mit | 2. Platz          |
| 1961 | Hannover | Stilrudern: Doppelvierer-mit | Deutscher Meister |
| 1962 | Bamberg  | Stilrudern: Doppelvierer-mit | Deutscher Meister |
| 1965 | Mannheim | Stilrudern: Doppelvierer-mit | Deutscher Meister |
| 1972 | Duisburg | Riemenvierer – Frauen        | 2. Platz          |
| 1974 | Bamberg  | Zweier-ohne – Frauen         | Deutscher Meister |
| 1974 | Bamberg  | Riemenvierer – Frauen        | Deutscher Meister |
| 1975 | Duisburg | Zweier-ohne – Frauen         | Deutscher Meister |
| 1975 | Duisburg | Riemenvierer – Frauen        | Deutscher Meister |
| 1976 | München  | Riemenvierer – Frauen        | 2. Platz          |
| 1977 | München  | Zweier-ohne – Frauen         | 2. Platz          |
| 1977 | München  | Riemenvierer – Frauen        | Deutscher Meister |
| 1978 | Essen    | Riemenvierer – Frauen        | Deutscher Meister |
| 1980 | Duisburg | Riemenvierer – Frauen        | Deutscher Meister |
| 1985 | München  | Riemenvierer – Frauen        | 2. Platz          |
| 1988 | Hamburg  | Riemenvierer – Frauen        | 3. Platz          |

## Bekannte Mitglieder des Clubs
- Sophie Barrelet
- Doris Leifermann
- Susi Rausche
- Hilde Sicks
- Christel Opitz